# روزه
روزه یا ناشتا بودن یا فستینگ (به انگلیسی: Fasting) خودداری عمدی از غذا خوردن است.  در یک بافتار فیزیولوژیکی، ناشتا بودن ممکن است به وضعیت متابولیک شخصی که طی شب نخورده‌است، یا به حالت متابولیکی که پس از گوارش و جذب کامل یک وعده غذایی بدست آمده‌است، اشاره داشته باشد. چندین تنظیم سوخت‌وساز در طول ناشتایی رخ می‌دهد. برخی آزمون‌های تشخیصی برای تعیین حالت ناشتا به کار می‌روند. برای نمونه، یک شخص تصور می‌شود که ۸–۱۲ ساعت از زمان آخرین وعده غذایی گذشته باشد، ناشتا می‌باشد. تغییرهای سوخت‌وسازی حالت ناشتا پس از جذب یک وعده غذایی (معمولا ۳–۵ ساعت پس از خوردن) آغاز می‌شود.
بهتر است متوجه این تفاوت باشیم که فستینگ مفهومی است دارای مبنای علمی و شرایط مخصوص زیر نظر پزشک که متفاوت است با روزه در ادیان (برای مثال روزه در اسلام که نوعی روزه خشک شناخته میشود) که بر مبنای باور شخصی فرد است بر اساس اهداف دینی و نزدیکی به خداوند و بالا بردن احساس معنویت.
روزه همچنین به معنای پرهیز از خوردن یا آشامیدن، از آداب مذهبی است که برای معتقدین به عنوان وسیله‌ای برای تقرب به خداوند، آمادگی برای مراسم مذهبی، پالایش بدن در راستای درک امور معنوی، کفّاره تخطی از مقررات مذهبی و عزاداری برای انسان‌های درگذشته کاربرد دارد. زیربنای همه این کاربردهای روزه، تمایل انسان به پدیدآوردن شرایط فیزیکی-روانی (اغلب از نوع زاهدانه) است که وسیله‌ای برای ارتباط میان بنده با خدای خود ایجاد می‌کنند و در نتیجه جایگاه نیازهای معنوی را اعتلا بخشیده و خواسته‌های مادی را کوتاه می‌نمایند. افزایش اراده و کف نفس و نیز ایجاد حسّ شفقت نسبت به نیازمندان از ارزش‌های روزه به‌شمار می‌آیند.
روزه، بخشی از کردارهای دینی در برخی ادیان، مذاهب و مکاتب مانند آیین اسلام، زرتشتی، مسیحیت، یهودیت، بودایی و بهائیت است.

## پیشینه
در مذاهب مردمان و تمدن‌های باستان، روزه وسیله‌ای برای آماده کردن اشخاص، به خصوص متولیان مذهبی، برای نزدیک شدن به خدای خود بود. در دوران هلنی، تصور بر این بود که خدایان آموزه‌های خود را در رؤیا و شهود تنها پس از روزه گرفتن آشکار می‌سازند. در میان مردمان کلمبیایی پرو، روزه گرفتن اغلب یکی از ملزومات کفّاره گناهان پس از اعتراف به گناه در مقابل متوالی مذهبی بود. در بسیاری از فرهنگ‌ها، روزه به عنوان وسیله برای فرونشاندن خشم خدایان یا احیای الهه‌ای بود که تصور می‌شد مرده‌است (مثلاً الهه کشاورزی).
در جوامعی که هنوز خواندن و نوشتن نمی‌دانستند، روزه داری اغلب پیش یا در هنگام مناسک گذار انجام می‌شد (به عنوان مثال سرخپوستان). در میان اِوِنک‌های سیبری، کاهنان مذهبی شهود خود را اغلب پس از بیماری کسب می‌کنند؛ ولی پس از شهود اولیه، آن‌ها برای شهودهای بعدی و کف نفس روزه می‌گیرند. پوئبلوهای جنوب غرب آمریکا نیز پیش از مناسک مربوط به تغییر فصول روزه می‌گیرند.
روزه برای مقاصد خاص و در برخی اوقات مقدس شاخص مذاهب عمده دنیاست. در مذهب جین به عنوان مثال، روزه گرفتن بر طبق یک اصول خاص و انجام مدیتیشنهای مشخص منتهی به ترنس می‌شود که این توانائی را به شخص می‌دهد که خودش را از دنیای مادّی جدا کند و به مرحله تنزیه برسد. راهبان بودایی سبک تراوادا در برخی روزهای مقدس در ماه روزه می‌گیرند. در چین پیش از سال ۱۹۴۹، مرسوم بود که در بازه خاصّی پیش از قربانی در شب انقلاب زمستانی روزه بگیرند؛ باور چنین بود که یانگ آسمانی (انرژی مثبت) دوره اش را در این زمان آغاز می‌کرد. در مذهب هندو، مرتاضان به خاطر روزه داری‌های زیادشان مورد ستایش قرار می‌گیرند.
آئین زردشتی روزه را به خاطر این باور که زهد کمکی به مقاومت در برابر اهریمن نمی‌کند ممنوع کرده‌است. مذاهبی همچون یهودیت، مسیحیت و اسلام بر روزه گرفتن در برخی مواقع سال تأکید دارند.
علاوه بر نقش مذهبی، روزه ممکن است برای بیان اظهار عقاید اجتماعی و سیاسی نیز به کار رود؛ مخصوصاً به عنوان سمبل اعتراض و تنهایی. مثال کلاسیک این رهیافت، توسط ماهاتما گاندی بنا نهاده شد که در اوایل قرن بیستم، در زندان به منظور جبران زیاده روی پیروانش که آموزه‌های غیر خشونت‌آمیز او را در مواجهه دولت انگلیس زیر پا گذاشتند روزه گرفت. روزه بارها به عنوان اعتراض در برابر جنگ، و آنچه که منکرات اجتماعی و بی عدالتی خوانده می‌شود به کار گرفته شده‌است. نمونه این مسئله دیک گرگری کمدین سیاه‌پوست است که در دهه شصت میلادی است که در اعتراض به نقض حقوق مدنی سرخپوستان بومی آمریکا و در نیز در اعتراض به حضور نظامی آمریکا در جنوب شرق آسیا روزه گرفت. در سال ۱۹۸۱، ۱۰ ایرلندی وطن‌پرست (ر.ک. بابی ساندز)، در زندانی در بلفاست در جریان یک اعتصاب غذا جان خود را از دست دادند. هدف این گروه به رسمیت شناساندن خودشان و افراد وابسته به آن‌ها به عنوان زندانی سیاسی بود.
دولت چین در ژوئن ۲۰۱۵ روزه گرفتن در این ماه رمضان را برای مسلمانان استان سین‌کیانگ ممنوع کرد.
در یکی از بندهای این اعلامیه دولت کمونیست چین آمده‌است: «هیچ معلمی مجاز نیست در فعالیت‌های مذهبی شرکت جوید و تفکرات مذهبی را به دانشجویان القاء کند یا آن‌ها را به انجام فعالیت‌های دینی مجبور کند.»

## تأثیر روزه بر سلامتی

### بیماران دیابتی نوع ۲
در سپتامبر ۲۰۱۳ پاب‌مِد در گزارشی اعلام کرد که تحقیق روی ۷۶ بیمار دیابتی که در ماه رمضان روزه گرفتند و ۷۱ بیمار دیابتی که روزه نگرفتند و هر دو گروه شرایط مشابهی داشتند نشان داده‌است که روزه هیچ تأثیر مثبت یا منفی نداشته‌است.

### اثرات مثبت
سال ۲۰۱۲ پژوهشی به سرپرستی دکتر عمر حلاق متخصص قلب در بیمارستان خصوصی آمریکایی دبی در امارات متحده عربی بر روی ۳۷ نفر داوطب بزرگسال نشان داد که پرهیز غذایی روزه یک‌ماهه در رمضان تأثیر مثبت بر شاخص لیپید و سطح کلسترول می‌گذارد و خطر ابتلاء به بیماری‌های قلبی را کاهش می‌دهد. به گفته این گروه، LDL (کلسترول بد) به میزان قابل توجهی کاهش یافته و HDL (کلسترول خوب) افزایش می‌یابد. افزوده شده‌است که این موضوع در حوزه‌ای بسیار مهم می‌شود که چاقی زیاد و دیابت هم‌زمان باشند.

گزارش دیگری از یک منبع غیررسمی دربارهٔ یک بررسی نشان داد محدود کردن کالری به صورت روز در میان موجب کاهش سرعت تکثیر سلولی در نمونه‌های آزمایشگاهی سرطانی می‌شود. همچنین افزایش طول عمر با کاهش کالری در موش، حشرات، کرم‌ها و خمیرترش؛ و افزایش حساسیت و مقاومت انسولین و کاهش ریسک بیماری قلبی.

احتمالاً پرهیز غذایی بازده شیمی‌درمانی را بهبود می‌بخشد. بنا به گفتهٔ دکتر مارک پی. متسن، رئیس آزمایشگاه علوم عصبی در انستیتو ملی پیری آمریکا، روزه گرفتن به تناوب و روز در میان، همچون محدود کردن کالری اثرات مثبتی در موش‌ها دارد، و بررسی کوچکی که در دانشگاه ایلینوی در شیکاگو بر انسان‌ها انجام شده همان اثرات را نشان می‌دهد. بنا بر آکادمی ملی علوم آمریکا، دیگر مزایای بهداشتی عبارت اند از مقاومت در برابر استرس، افزایش حساسیت به انسولین، کاهش ناخوشی و افزایش طول عمر. البته پژوهش‌های بلندمدت در انسان‌ها انجام نشده‌است. اثرات جنبی آن این بود که شرکت کنندگان طی دوره سه هفته‌ای احساس بدخویی می‌کردند. بنا بر مطالعه‌ای توسط دکتر اریک راووسین، «روزی گرفتن متناوب ممکن است جایگزینی برای محدودیت رژیمی بلندمدت برای افزایش طول عمر باشد».
انجام روزهٔ ارتدوکس یونانی باعث بهبود وضعیت لیپید خون می‌شود، کلسترول کلی و LDL را کاهش داده و نسبت LDL به HDL را کم می‌کند. یک کاهش قابل توجه آماری در کلسترول HDL هم مشاهده شده‌است. این نتایج اثر مثبت احتمالی را بر سطوح چاقی افرادی که چنین دوره‌های روزه‌ای را انجام می‌دهند به ذهن متبادر می‌کند.
مجله بوستون گلوب، کم خطرترین نوع روزه را روزهٔ ۱۲ ساعته‌می‌داند و معتقد است پس از آن هم باید مواد کربوهیدرات‌دار مصرف شود.
روزه آب -که در آن فرد فقط مجاز به نوشیدن، آب، یا آب میوه است- سبب افزایش سرعت عمل ذهن، افزایش ظرفیت یادگیری می‌شود. پس از یک تا سه روز روزه‌گرفتن، فرد منطقی‌تر فکر می‌کند و سریع‌تر تصمیم‌گیری می‌کند. روزه آب سبب افزایش آگاهی روحی و آرامش جسم، ذهن و احساسات می‌شود. بسیاری پس از گرفتن روزه آب، دردهای گذشته را فراموش می‌کنند و دید مثبت‌تری به آینده پیدا می‌کنند.
به گفتهٔ پائول برَگ در کتاب معجزه فستینگ (غذا نخوردن دوره‌ای یا روزه)، دفع سموم بدن، پاکسازی رگ‌ها و جلوگیری از بیماری‌های قلبی و کاهش خطر ابتلاء به دیابت، آلزایمر، از دیگر فواید روزه‌است.
طبق تحقیقات محققان انستیتوی قلب مرکز پزشکی اینترمونتین، روزه (به معنی محدود کردن کالری و محدود نکردن آب) سبب کاهش ابتلاء به بیماری شریان‌های کرونری و دیابت می‌شود، و در تولید هورمون رشد نیز تأثیر دارد. این هورمون از عضلات حفاظت و تعادل متابولیسمی را حفظ می‌کند، پاسخی که با روزه تحریک و تسریع می‌شود. پروفسور بنجامین هورن مدیر این گروه تحقیقاتی معتقد است روزه‌گرفتن می‌تواند روزی به عنوان راه حلی برای پیشگیری از بیماری شریان‌های کرونری و دیابت تجویز شود.
به گفته شیکاگو تریبون در طول روزه‌داری آنزیم‌های بدن به سم‌زدایی و شکستن مواد سمی وادار می‌شوند و غلظت اندورفین در خون افزایش می‌یابد.

#### احتمال کاهش عوارض منفی شیمی‌درمانی
مؤسسه ملی کهنسالی در ۲۸ ژوئیه ۲۰۱۱ در گزارشی اعلام کرد که پرهیز غذایی در درمان روی برخی از نمونه‌های آزمایشگاهی نشان می‌دهد که احتمالاً به دلیل کاهش کالری ممکن است این روش بتواند در کاهش عوارض منفی شیمی‌درمانی از بدن محافظت نماید.

### اثرات منفی
کم‌آبی بدن باعث خشکی دهان، تشنگی مفرط، سردرد، خستگی، سرگیجه، کاهش ادرار و غلیظتر شدن آن، ضعف ماهیچه، کاهش انعطاف‌پذیری پوست، گودی چشم، کاهش عرق، افزایش ضربان قلب، کاهش فشار خون، هذیان گویی، کاهش سطح هوشیاری، یبوست و سنگ کلیه می‌شود.
کم نوشیدن آب، کاهش مصرف سبزیجات، کاهش حرکات دودی روده و تغییر در برنامه غذایی روزه‌دار سبب بروز یبوست می‌شود.
از عوارض روزه اسلامی ضعف و افت فشار خون است و علائم آن افزایش تعریق، ضعف، خستگی، کم شدن انرژی، سرگیجه به‌ویژه هنگام برخاستن، ظاهر رنگ پریده و احساس افتادن است که این علائم بیشتر هنگام بعد از ظهر اتفاق می‌افتد.
روزه در برخی از بیمارانی که دوز بیش از حدی از استامینوفن را مصرف می‌کنند می‌تواند موجب مسمومیت‌های استامینوفنی شود.
سردرد (محتملا ناشی از کم شدن مایعات و کافئین بدن)، کم شدن آب بدن، و کم خوابی (ناشی از اختصاص ساعات طولانی به عبادت) برخی از عوارض منفی روزه در ماه رمضان هستند که البته تأثیراتی گذرا می‌باشند.
بر اساس یک بررسی جامع، تحقیقات محققان نشان می‌دهد روزه باعث تغییرات قابل توجهی در سوخت و ساز بدن می‌شود، اما آن‌ها تعداد کمی از مشکلات سلامتی ناشی از روزه را یافته‌اند. این مطالعات حاکی از افزایش تحریک‌پذیری و بروز سردرد با بیخوابی و رخوت در موارد عدیده‌ای است. همچنین اختلال در تعادل مایعات در بدن از عوارض روزه‌است اما به گفتهٔ آنان، این اختلال هیچگونه اثرات زیانبخش ثابت شده‌ای بر بدن ندارد.
به گفته برخی پژوهشگران، گرچه روزه در ماه رمضان برای افرادی که از سلامتی جسمانی برخوردارند بی‌خطر است ولی کسانی به بیماری‌های گوناگون دچار هستند باید با پزشک خود مشورت کنند و از توصیه‌های علمی در این زمینه پیروی نمایند. با این حال، بسیاری از کسانی که از روزه گرفتن معذور هستند، به دلیل رسوم محلی یا علل مختلف شخصی تصمیم به روزه گرفتن می‌گیرند.
روزه در ماه رمضان برای بیماران مبتلا به زخم معده در حالت کلی ممکن است خطرناک باشد. روزه موجب دفع بیشتر نسبت به حالت طبیعی هماتوکریت، کراتینین، سروم آلبومین، سروم اوره می‌شود، همچنین توانایی شناختی در طول زمان روزه کاهش یافته سردرد و بدخلقی نیز افزایش می‌یابد گروهی از محققان کمبود خواب که به خاطر سحری رخ می‌دهد را بی‌تاثیر نمی‌دانند. همچنین میزان مراجعه به اورژانس در ماه رمضان به طرز قابل ملاحظه‌ای میان مسلمانان افزایش می‌یابد همچنین پژوهشی در الجزایر اشاره می‌کند که در روزهای عادی سال مردم در یک وعده مقادیر زیادی گوشت که کلسترین زیادی دارد ولی سبزیجات اندکی می‌خورند. این وضعیت در در ماه رمضان به بشترین حد خود می‌رسد، مردم برای بیش از ده ساعت در طول روز نمی‌خورند و نمی‌آشامند، و در بعد از ظهر بعد اش تا آن جا که بتوانند می‌خورند و می‌آشامند، و این منجر به غلیظ شدن صفرا می‌شود و محتملاً میزان ابتلاء به سنگ کیسه صفرا افزایش می‌یابد.
پژوهش‌ها نشان می‌دهد که میزان سروم کلسترول، تیروکسین و اسید اوره در خون به طرز قابل ملاحظه‌ای افزایش می‌یابد.
بنا بر پژوهش وحید ضیایی و همکاران‌اش روزه اسلامی موجب می‌شود تا میزان HDL و گلوکوز (چربی‌های خوب) به‌طور قابل ملاحظه‌ای کاهش یافته و میزان LDL (چربی بد) افزایش یابد اما پژوهش دیگری توسط کمال محمود صالح منسی در ماه رمضان، کاهش قابل توجهی در LDL و افزایش قابل توجهی در HDL را نشان داد.
روزه‌داری در روزهای تابستان به‌دلیل طولانی‌بودن روزها و گرمای هوا منجر به کاهش اهدای خون تا ۵۰٪ می‌شود.

#### توصیه غذایی به روزه داران
توصیه می‌شود کسانی که در ماه رمضان روزه می‌گیرند خوردن سحری را ترک نکنند. علاوه بر این برای جبران کم‌آبی توصیه می‌شود روزه داران سبزیجات و میوه جات مصرف کنند و از نوشیدن مواد ادرارآور (مانند چای تند) در هنگام سحر بپرهیزند. برخی منابع پیشنهاد می‌کنند شخص روزه دار از زمان افطار تا سحر مقدار معتنابهی آب (حدود دو لیتر) مصرف کند.

## روزه آب
یه گفته Jarvis «روزه آب» -که در آن فرد فقط مجاز به نوشیدن، آب، آب مقطر، یا آب میوه است- نه تنها بدن را پاکسازی نمی‌کند و به بدن استراحت نمی‌دهد بلکه با فشار بیشتر بر روی کبد باعث افزایش تجمع ترشحات سمی همچون اوره در خون می‌شود. هنگامی که بدن با کمبود انرژی مواجه می‌شود بدن طی فرایندی به نام کاتابولیسم شروع به شکستن ماهیچه‌ها و دیگر بافت‌های پروتئنی و تبدیل آن به انرژی می‌کند. کاتابولیسم در واقع نوعی «خود خوری» محسوب می‌شود که با تولید اوره و اسیدهای آمینه (به عنوان مواد فرعی) منجر به افزایش اسیدیته خون می‌شود. نتیجهٔ اسیدی شدن خون ضعف، خستگی شدید، کج‌خلقی، افسردگی، کاهش میل جنسی و احساس کسالت است. به عقیده وی، روزه آب علاوه بر سمی‌کردن خون با مواد اسیدی، مانع از دفع کامل آن‌ها از بدن نیز می‌شود. روزه آب باعث از دست رفتن سریع آب، پتاسیم و سدیم می‌شود. کاهش آب بدن منجر به کاهش حجم خون و در نتیجه کاهش فشار خون خواهد شد که به سرگیجه، احساس ضعف یا غش منتهی می‌شود. کمبود شدید پتاسیم منجر به بهم خوردن ریتم ضربان قلبی می‌شود. این افت تپش قلب حتی ممکن است در مواردی به مرگ بینجامد. کسانی که روزه آب می‌گیرند ممکن است همچنین به کم‌خونی، ضعف ایمنی بدن، آسیب‌های کلیوی یا کبدی مبتلا گردند. همچنین آسیب‌های معده-روده‌ای یا نارسایی‌های گوارشی می‌تواند تا چند هفته یا چند ماه ادامه داشته باشد. روزه خصوصاً برای کودکان خطرناک است.
پروفسور دکتر ویلیام جارویس استاد بازنشسته دانشکده پزشکی لوما لیندا (آمریکا)، متخصص سلامت عمومی معتقد است که «روزه آب» -که در آن فرد فقط مجاز به نوشیدن، آب، آب مقطر، یا آب میوه است- می‌تواند بسلامت آسیب برساند. روزه منجر به از دست دادن سریع آب، سدیم و پتاسیم است. این کار سبب کاهش حجم خون می‌شود همچنین کم خونی، کاهش ایمنی بدن، پوکی استخوان، صدمه به کلیه، یا آسیب کبدی از عوارض دیگر این نوع روزه است.-

## روزه در آیین زرتشت
در آیین زرتشت روزه گرفتن و نخوردن آب و غذا بخاطر اینکه باعث سستی بدن و عدم فعالیت مفید و کار روزانه می‌شود ناپسند می‌باشد. چون این موارد در آیین زرتشت نکوهیده شده و بی‌کاری و تن‌پروری بشدت نهی شده‌است و در وندیداد، فرگرد سوم فقره ۳۳ نوشته شده: ‹‹ … آن کس که سیر غذا می‌خورد، توانایی می‌یابد که نیایش بکند، کشاورزی کند و فرزندان به وجود آورد. جاندار از خوردن زنده می‌ماند و از نخوردن می‌میرد. ›› امابرای افراط نکردن در خوردن گوشت حیوانات روزهای دوم و دوازدهم و چهاردهم و بیست و یکم هر ماه زرتشتیان از خوردن گوشت پرهیز می‌کنند این چهار روز متعلق به چهار امشاسپند وهمن، ماه و گوش و رام که ازنگهبانان چهارپایان هستند می‌باشد.

## روزه‌داری یهودیان و مسیحیان

### روزه‌داری در عهد عتیق
روزه گرفتن از عبادات یهودیان بوده‌است که چندین بار در تنخ یهودی یا عهد عتیق به آن اشاره شده‌است. موسی پیش از دریافت الواح عهد از یهوه، چهل شبانه‌روز در کوه سینا روزه گرفت و از خوردن و آشامیدن پرهیز کرد. داوود در هنگام بیماری پسرش از بت‌شابع زن اوریا، روزه گرفت. یهوشافط پس از پیروزی یهودیه بر موآبی‌ها و عمونیان چهل روز روزه گرفت. یوئیل و یونس نیز برای دور کردن خشم خدا به مردم دستور به روزه گرفتن دادند. مردخای و استر و پیروانشان نیز از دیگر از شخصیت‌های عهد عتیق هستند که پس از فرمان هامان وزیر اخشورش برای قتل‌عام یهودیان چندین شبانه‌روز روزه گرفتند.

#### روزه‌داری یهودیان
در شریعت یهود، یکی از راه‌های متعارف نزدیکی به خداوند روزه است. و امروزه، امری بسیار متداول و معمول در آیین یهودیان جهان است که در قالب‌های واجب و اختیاری برگزار می‌شود. روزه در کلام عبری، تعنیت به معنای رنج دادن جان نامیده می‌شود که وجه تسمیه آن خودداری از خوردن و آشامیدن طی روز (شرعی) است. در بیان فلسفه روزه یهود محدود کردن انسان در خودداری از اعمال ساده زندگی مثل خوردن و آشامیدن، او را وادار به تفکر و بررسی شفاف‌تر روش‌ها و اهداف زندگی خود می‌کند. (ماهی تا زمانی که در آب است، معنای آب را نمی‌داند). به‌طور کلی درتقویم عبری ۶ روز به جهت روزه واجب در نظر گرفته شده‌است.

##### روزه‌های واجب
۱- معروف‌ترین روزه یهودیان، روزه یوم کیپور نام دارد. این روزه با هدف بخشش گناهان (میان انسان و خداوند) انجام می‌شود و تنها روزه‌ای است که دستور مستقیم خداوند در تورات دربارهٔ آن صادر شده‌است. یهودیان جهان در این روز که مهم‌ترین روز تقویم عبری محسوب می‌گردد، روزه ۲۵ ساعته (غروب تا غروب) گرفته و از انجام هر کاری دست کشیده و تمام وقت در کنیساها، به عبادت می‌پردازند.
چهار روزه زیر، از روزه‌هایی هستند که پس از ویرانی معبد بیت‌المقدس از طرف انبیا و علمای بنی‌اسرائیل به نشانه سوگواری برای این جامعه مقرر شدند.
۲-گدلیا(۳ تیشری)
۳-دهم طبت
۴–۱۷ تموز
۵–۹ آو (۲۵ ساعته) یهودیان در این روز تیشا بآو یا «نهمین روز از ماه عبری آو» که روزی است که معبد اورشلیم دو بار و در سال‌های ۵۸۶ قبل از میلاد و ۷۰ میلادی، تخریب شد، به روزه داری می‌پردازند. این روز «شوم‌ترین روز تاریخ یهود» شناخته می‌شود.
۶-روزه استر (به منظور طلب حاجت و استجابت دعا صورت می‌گیرد)

##### روزه‌های مستحب
1. روزه آدینه پسح: این روزه مختص پسران و مردان اولزاد خانواده است که به یادبود ضربت خداوند به اولزادهای مصریان در هنگام آستانه خروج بنی‌اسرائیل از مصر و مصونیت عبرانیان از این ضربت صورت می‌گیرد.
2. در ایام خاص از سال به ویژه ماه الول، روزهای دوشنبه و پنجشنبه روزه گرفته می‌شود.
3. روزهای آدینه ماه نو عبری (روز قبل از حلول ماه قمری).
4. عروس و داماد در روز عروسی یا روز قبل از آن به مناسبت شروع زندگی جدید و به منظور توبه از گناهان گذشته در صورت امکان روزه می‌گیرند.
5. کسی که خواب آشفته‌ای دیده‌است و آن را نشان بدی می‌داند، روز بعد به خاطر کفاره گناهان و رفع مصیبت روزه می‌گیرد.
6. برخی رسم دارند که در سالروز درگذشت والدین خود یا سالروز درگذشت علمای عالی‌رتبه دینی روزه بگیرند.
7. در مواقع خاصی مانند احتمال وقوع بلایای طبیعی یا بروز خشکسالی و نظایر آن، بنا به حکم مرجع دینی، روزه جماعتی بر یهودیان منطقه‌ای خاص مقرر می‌شود.

آداب روزه و شرایط آن:
- در شریعت یهود، کلیه واجبات دینی برای دختران از سن ۱۲ سالگی و برای پسران از ۱۳ سالگی شروع گشته و اجباری است. روزه نیز مشمول این حکم است.
- کلیه روزه‌های مورد بحث اعم از واجب و مستحب به غیر از ۲ مورد یُوم کیپور و روزة نهم آو (که ۲۵ ساعته و از غروب تا غروب هستند)، همگی از ماقبل سپیده صبح تا تاریکی کامل هوا برگزار می‌شوند
- غیر از روزه بزرگ یوم کیپور که تأکید ویژه‌ای بر انجام آن صورت می‌گیرد، در همه روزه‌ها، بیماران و افراد ضعیف و زنان باردار یا شیرده از روزه‌ها معاف هستند.
- در ایام عید و روزهای شنبه و روزهای اول ماه نو عبری، گرفتن روزه ممنوع است.

آمادگی جسمانی و پذیرش روزه:
هر چند که روزه در یهود (تعنیت) معنای تحت‌اللفظی «رنج دادن جان» را داراست، اما هدف اصلی آن همانگونه که ذکر شد، یادآوری موضوع‌های معین در شرایط ویژة روزه است؛ لذا آمادگی جسمانی برای روزه بسیار با اهمیت شمرده شده‌است. به خصوص دربارهٔ روزه بزرگ یوم کیپور، در احکام دینی، صرف خوراک مفصل قبل از شروع این روزه، بسیار باارزش و مستوجب ثواب مضاعف شمرده شده‌است، زیرا فرد را برای اجرای یک فرمان الهی آماده می‌سازد.
رابطهٔ انسان با انسان:
نیز دربارهٔ روزه‌هایی که جنبه توبه دارند به کرات این نکته گوشزد شده‌است که روزهٔ توبه، تنها مختص روابط انسان و خداوند است و چنانچه انسانی، نسبت به همنوعان خود گناهکار باشد، تا زمان رفع کدورت و احقاق حقوق آنها، روزه و توبه او به درگاه خداوند بی‌اثر خواهد بود.

### روزه‌داری در عهد جدید
بر اساس عهد جدید، فریسیان و پیروان یحیی روزه می‌گرفتند اما شاگردان عیسی روزه نمی‌گرفتند. در انجیل متی آمده‌است:
۱۵ و شاگردان یحیی نزد وی آمده، او را گفتند که چون است که ما و فریسیان روزه می‌داریم و شاگردان تو روزه نمی‌گیرند.
۱۶ عیسی ایشان را گفت که آیا تواند شد که پسران در عروسی غمگین گردند تا آن‌که داماد با ایشان است، لیکن آن روزی که داماد از ایشان گرفته شود آن‌گاه صائم خواهند گردید.
۱۷ هیچ‌کس بر پیراهن کهنه پارچه کرباس نو وصله نمی‌گذارد زیرا که آنچه به وصله می‌گذارد، دریدگی پیراهن را زشت‌تر می‌کند.
۱۸ یا شراب تازه را در مشک‌های کهنه می‌ریزند والا آن مشک‌ها دریده و باده ریخته شود و مشک‌ها نباشند بلکه شراب تازه را در مشک‌های نو می‌ریزند تا هر دو بمانند.
انجیل متی، باب نهم، آیات ۱۵ تا ۱۸
با این حال عیسی در بیابان، چهل شبانه‌روز روزه گرفت و یحیی تعمیددهنده مکرر روزه می‌گرفت. متی از عیسی نقل کرده‌است که دیو جز به دعا و روزه از جسم انسان بیرون نمی‌رود. اما عیسی روزه ریاکاران را تقبیح می‌کرده‌است.
۱۷ و چون روزه می‌گیرید چون ریاکاران کشیده‌رو نباشید که چهره خویش را درهم می‌کشند تا در نظر مردم روزه‌دار نمایند، به درستی به شما می‌گویم که ایشان اجر خود را گرفته‌اند.
۱۸ لیکن تو هرگاه روزه می‌گیری، سر خود را چرب کن و روی خویش را بشوی
۱۹ تا در نظر مردم روزه‌دار ننمایی بلکه در نظر پدر خود که پدر تو نهان را می‌داند و آشکارا تو را جزا خواهد داد.
انجیل متی، باب هفتم، آیات ۱۷ تا ۱۹

## روزه‌داری در دین مانوی
مانویان دو نوع روزه داشتند که یکی از آن‌ها دوروز کامل و دیگری از صبح تا غروب بود؛ و بر اساس شواهد نجومی زمانش تعیین می‌گشت. آن‌ها عیدی نیز داشتند که در روز پایانی ماه روزه برگزار می‌شد. در آن روز، تصویر مانی را در دست گرفته و به گناهان خود اعتراف می‌کردند، یک تخت یا کرسی برای مانی خالی می‌گذاشتند. آنان این عید را «بما» می‌نامیدند.
دینداران می‌بایستی روزهای دوشنبه روزه می‌گرفتند. روحانیون مانوی در روز روزه می‌گرفتند و در هنگام غروب با یک وعده از میوه و سبزی روزهٔ خود را باز می‌کردند. نیوشاگان روزهای یکشنبه تا غروب روزه می‌گرفتند و برخلاف روحانیون می‌توانستند گوشت بخورند گرچه ازین کار برحذر داشته می‌شدند.
پنج (گاه شاید هفت) روزه به مدت دو-روز در هر سال برگزار می‌شد.

## روزه‌داری در اسلام
«روزه» در اسلام عبادتی است که انسان برای انجام فرمان خدا از اذان صبح تا اذان مغرب تمام روزهای ماه رمضان از چیزهایی که روزه را باطل می‌کند خودداری نماید. در این دین، بیماران، افراد دارای ضعف که روزه برای آن‌ها ضرر داشته باشد، و همچنین با شرایطی خاص زنان باردار، کهنسالان و مسافرین از گرفتن روزه معاف هستند.

## روزه‌داری در آئین بهائی
در تقویم بهائی هر سال شامل ۱۹ ماه ۱۹ روز است. آخرین ماه از این سال، شهرالعلاء است که بهائیان در این ماه از طلوع تا غروب خورشید از خوردن و آشامیدن پرهیز کرده و روزه می‌گیرند. در این دین مسافرین (با شرایطی خاص) از گرفتن روزه معاف هستند.

## کاربرد پزشکی
اغلب غذا نخوردن نسبت به جراحی یا دیگر اعمالی که نیازمند بی‌حسی هستند، به دلیل ریسک استنشاق ریوی محتوای معدی پس از القای بی‌حسی (یعنی استفراغ کردن و استنشاق استفراغ، که ذات الریه استشاقی خطرناکی را موجب می‌شود) ترجیح داده می‌شود. علاوه بر آن، آزمایش‌های مشخص پزشکی، مانند آزمایش کلسترول یا اندازه‌گیری مشخص گلوکز خون نیازمند چندین ساعت نخوردن است تا یک پایه‌ای استقرار یابد. در مورد کلسترول، اجتناب از نخوردن برای ۱۲ ساعت تمام، بیش اندازه‌گیری تری گلیسیرید را تضمین می‌کند.

## نکات
1. ↑  Paul Bragg، ویکی‌پدیای انگلیسی
2. ↑  Intermountain Medical Center، ویکی‌پدیای انگلیسی